# Sirpa Lane
Sirpa Lane, nacida Sirpa Salo (1952-1999) fue una actriz finlandesa conocida por su trabajo en películas B de la década de 1970, principalmente películas eróticas y de explotación. Lane fue descubierta por el fotógrafo y cineasta británico David Hamilton, conocido por su enfoque suave y su estilo erótico granulado. Trabajó con el director francés Roger Vadim, quien se refirió a ella como la "próxima Bardot " (quizás no sin razón). Murió de VIH / SIDA .

## Biografía
Lane nació en Turku, Finlandia en 1952. Debutó en la película inglesa Fluff (1974), dirigida por Robert Paget. Tenía una relación con Gilles Raysse, un gerente comercial. Murió de VIH / SIDA en Formentera, España en 1999.

## Filmografía
- La jeune fille assassinée (La joven asesinada) (1974) como Charlotte Marley
- Pelusa (1974)
- La Bête (La Bestia) (1975) como Romilda de l'Esperance
- Nazi Love Camp 27 (también conocido como La svastica nel ventre / La esvástica en el vientre ) (1977) como Hannah Meyer
- Malabestia ( bestia malvada ) (1978) como Ursula Drupp
- Papaya, diosa del amor de los caníbales (1978) como Sara
- La bestia nello spazio (también conocida como Bestia en el espacio ) (1980) como la teniente Sondra Richardson
- Trois filles dans le vent ( Tres mujeres en el viento ) (1981) como Sirpa Lane
- Las noches secretas de Lucrezia Borgia (también conocido como Le notti segrete di Lucrezia Borgia ) (1982) como Lucrezia Borgia
- Emocionantes chicas de amor (también conocido como Giochi carnali / Carnal Game ) (1983) como Dr. Daniara / Daniela Mauri (papel final de la película)